# Антоніо Караннанте
Антоніо Караннанте (італ. Antonio Carannante, нар. 23 червня 1965, Поццуолі) — італійський футболіст, що грав на позиції захисника. По завершенні ігрової кар'єри — тренер.
Виступав, зокрема, за «Наполі», з яким став чемпіоном Італії та володарем Кубка Італії і Кубка УЄФА, а також молодіжну збірну Італії.

## Клубна кар'єра
Народився 23 червня 1965 року в місті Поццуолі. Вихованець футбольної школи клубу «Наполі». За першу команду дебютував 21 березня 1982 року у матчі Серії А проти «Торіно». Починаючи з сезону 1984/85 років він став стабільно грати за першу команду, зігравши в тому сезоні 17 матчів і 20 в наступному. Через серйозну травму він повністю пропустив сезон 1986/87 років, в якому «Наполі» виграв свій титул чемпіона країни та Кубок Італії.
29 вересня 1987 року Караннанте був відданий в оренду до кінця сезону в «Асколі», де і забив свій перший гол в Серії А в матчі проти «Торіно». Після повернення до Неаполя постійно використовувався в сезоні 1988/89 років, в якому неаполітанці посіли друге місце в чемпіонаті і виграли Кубок УЄФА. Наприкінці сезону він був проданий «Лечче» в рамках переходу Марко Бароні в зворотному напрямку. Разом із «червоно-жовтими» він зіграв у двох сезонах Серії А та в одному Серії В, де через нову травму зіграв лише 14 ігор.
У листопаді 1992 року він перейшов до «П'яченци», з якою в першому ж сезоні вийшов в Серію А. У вищому дивізіоні грав на позиції лівого захисника, виходячи поперемінно з Массімо Бріоскі.
У 1994 році він перейшов до клубу Серії С1 «Авелліно», з якою вийшов в Серію В, вигравши плей-оф, а завершив ігрову кар'єру у команді «Нола», за яку виступав протягом сезону 1995/96 років в Серії С1. За свою кар'єру він в цілому провів 178 матчів і забив 4 голи в Серії А, 37 матчів і 1 гол у Серії В та 41 матчі і 3 голи У Серії C1.

## Виступи за збірну
Протягом 1984—1986 років залучався до складу молодіжної збірної Італії, з якою став фіналістом молодіжного чемпіонату Європи 1986 року. Всього на молодіжному рівні зіграв у 6 офіційних матчах.

## Кар'єра тренера
Розпочав тренерську кар'єру 2002 року, коли почав працювати з юнацькими командами «Наполі», а потім і з молодіжною.
Перед сезоном 2009/10 очолив клуб Серії D «Неаполіс», але вже у вересні увійшов до тренерського штабу Еціо Кастеллуччі.
З серпня 2013 року став працювати з юнаками клубу «Турріс», а наступного літа він перейшов до «Гладіатора» з Еччеленци, де був головним тренером з перервами до 2016 року.

## Титули і досягнення
- Чемпіон Італії (1):

«Наполі»: 1986–87
- Володар Кубка Італії (1):

«Наполі»: 1986–87
- Володар Кубка УЄФА (1):

«Наполі»: 1988–89
- Чемпіон Європи (U-16): 1982